# Hà Lâm (diễn viên)
Hà Lâm (tiếng Trung :何琳, sinh ngày 14 tháng 11 năm 1977) là một nữ diễn viên người Trung Quốc. Năm 2005 cô giành được Giải Emmy Quốc tế cho Nữ diễn viên chính xuất sắc nhất với vai chính trong bộ phim Slave Mother chuyển thể từ tiểu thuyết của Nhu Thạch, trở thành nữ diễn viên châu Á đầu tiên được vinh dự nhận giải Emmy.

## Tác phẩm

### Phim
| Năm  | Phim                                    |
| ---- | --------------------------------------- |
| 1997 | Lớp anh đào của Bối gia                 |
| 1997 | Nắm tay                                 |
| 1997 | Lựa chọn                                |
| 1998 | Cung điện dục vọng                      |
| 1998 | Năm này qua năm khác                    |
| 1998 | Chí Ái                                  |
| 1998 | Lưu Ly Hán truyền kỳ                    |
| 1999 | Công chúa Bàng Cơ                       |
| 1999 | Tinh Mộng                               |
| 1999 | Câu chuyện của khoa diễn xuất           |
| 2000 | Mong muốn                               |
| 2000 | Linh Lung nữ                            |
| 2000 | Bẫy trắng                               |
| 2000 | Hoàng tử hoa sen                        |
| 2001 | Loạn thế ly nhân                        |
| 2002 | Lòng bàn tay, mu bàn tay                |
| 2002 | Vua tiền                                |
| 2002 | Trái tim người nghèo trên thế giới      |
| 2003 | Chiến thắng đáng ngạc nhiên             |
| 2003 | A Surprise Victory                      |
| 2003 | Late Loving You                         |
| 2003 | Slave Mother                            |
| 2009 | The Founding of a Republic              |
| 2010 | Amei                                    |
| 2011 | The Queen                               |
| 2011 | Three Miracle Heroes: Miracles of Cards |
| 2014 | Love at First Sight                     |
| 2019 | The Climbers                            |

## Giải thưởng và đề cử
| Năm  | Giải thưởng                         | Hạng mục                         | Tác phẩm     | Kết quả   |
| ---- | ----------------------------------- | -------------------------------- | ------------ | --------- |
| 1999 | Giải thưởng Kim Ưng Trung Quốc      | Nữ diễn viên phụ xuất sắc nhất   | Qian Shou    | Đoạt giải |
| 2005 | Giải thưởng Emmy quốc tế lần thứ 33 | Nữ diễn viên chính xuất sắc nhất | Slave Mother | Đoạt giải |
| 2007 | Giải thưởng Phi Thiên Trung Quốc    | Nữ diễn viên chính xuất sắc      | Ma La Po Xi  | Đề cử     |